# The Arockalypse
The Arockalypse – trzeci album studyjny fińskiego zespołu hardrockowego Lordi wydany w roku 2006. Album zdobył status potrójnej platyny w Finlandii oraz złota w Szwecji i Niemczech. Jej wersja rozszerzona oraz winylowa to pierwsze płyty Lordi, które ukazały się w USA.
Album zawiera utwór "Hard Rock Hallelujah", z którym zespół zwyciężył w Konkursie Piosenki Eurowizji 2006. W fińskich preselekcjach startowała również piosenka "Bringing Back the Balls to Rock".
Do udziału w nagrywaniu płyty zostało zaproszonych kilku znanych muzyków metalowych. Spośród nich czterech się zgodziło, a byli to Dee Snider, Jay Jay French, Bruce Kulick i Udo Dirkschneider. Nie udało się natomiast nakłonić Alice'a Coopera i Sebastiana Bacha.

## Lista utworów
1. "SCG3 Special Report" – 3:46
2. "Bringing Back the Balls to Rock" – 3:31
3. "The Deadite Girls Gone Wild" – 3:43
4. "The Kids Who Wanna Play With the Dead" – 4:07
5. "It Snows in Hell" – 3:37
6. "Who's Your Daddy?" – 3:38
7. "Hard Rock Hallelujah" – 4:07
8. "They Only Come Out at Night" – 3:39
9. "The Chainsaw Buffet" – 3:47
10. "Good to Be Bad" – 3:30
11. "The Night of the Loving Dead" – 3:08
12. "Supermonstars (The Anthem of the Phantoms)" – 4:04

## Reedycja
We wrześniu 2006 płyta została wydana ponownie. Dołączono do niej nową wersję utworu It Snows in Hell, 3 nowe piosenki oraz płytę DVD. The Arockalypse: Special Edition to pierwszy album Lordi, który wydano w USA.

### Dodatkowe utwory
1. "Would You Love a Monsterman? (2006)" – 3:03
2. "Mr. Killjoy" – 3:24
3. "EviLove" – 3:59

### DVD
1. Live at the Market Square – koncert Lordi w Helsinkach zarejestrowany kilka dni po zwycięstwie zespołu na Eurowizji
2. Hello Athens – seria krótkich reportaży sprzed występu zespołu na Eurowizji
3. Teledyski: Who's Your Daddy? i Hard Rock Hallelujah

## Single
1. "Hard Rock Hallelujah" – 22 lutego 2006
2. "Who's Your Daddy?" – 23 sierpnia 2006
3. "Would You Love a Monsterman? (2006)" – październik 2006
4. "It Snows in Hell" – 5 grudnia 2006
5. "They Only Come Out at Night" – 2 maja 2007

## Wideografia
- "Hard Rock Hallelujah" – Pete Riski, 2006
- "Who's Your Daddy?" – Pete Riski, 2006
- "Would You Love a Monsterman? (2006)" – Pete Riski, 2006
- "It Snows in Hell" – Pete Riski i Miikka Lommi, 2006
- "Hard Rock Hallelujah (2007)" – Antti Jokinen, 2007

## Twórcy
- Mr. Lordi – śpiew
- Amen – gitara elektryczna
- Kalma – gitara basowa
- Kita – instrumenty perkusyjne, chórki
- Awa – instrumenty klawiszowe
- OX – gitara basowa (Would You Love a Monsterman? (2006))
- Dee Snider – głos "rzecznika monstersquadu" (SCG Special Report)
- Bruce Kulick – gitara elektryczna (It Snows in Hell)
- Udo Dirkschneider – śpiew (They Only Come Out at Night)
- Jay Jay French – gitara elektryczna (The Chainsaw Buffet)